# アーサー・ハロウ
アーサー・ハロウ（Arthur Harrow）は、マーベル・コミックより出版されるコミック作品に登場する架空のキャラクターである。1985年4月にアラン・ゼレネッツとクリス・ワーナーによって創造され、『ムーンナイト』vol. 2第19号でデビューした。

## キャラクター経歴

### オリジン
アーサー・マイルズ・ハロウは顔の左側が麻痺し、口の左側が唸ったような形になった三叉神経痛に苦しむ人物だったが、疼痛理論の分野でノーベル医学賞の候補となった。しかし、彼の論文に目を通したビクトリア・グレイル博士は、ハロウが動物を使った限定的な研究しか行っていなかったにもかかわらず、どのように進展したかを不審に思うようになった。グレイルは、アウシュヴィッツ＝ビルケナウ強制収容所でナチス科学者たちが行った秘密実験に関する文書からハロウに辿り着いたことで、彼の推薦に異議を唱えた。ニュルンベルク裁判はその文書の破棄を命じたが、“O.M.N.I.U.M.”として知られるグループの働きで、その文書は不思議なことに姿を消していた。グレイルにアウシュビッツの実験を行っていたことを確信され、ジャガーとアルマジロの研究のためにメキシコにいたはずのハロウは、ノーベル委員会からインタビューに応じてストックホルムに報告するよう派遣された。

### ムーンナイト
O.M.N.I.U.M.のエージェントとなったハロウは、人体に痛みを感じなくさせる方法を見つける研究に資金提供を受けると同時に、マヤのピラミッド遺跡の地下にある秘密研究所に配属された。ハロウは絶え間ない痛みと顔面麻痺を止める方法をO.M.N.I.U.M.に求めたが、彼らの最終目的は不明だった。ハロウの3人の臣下が真麻の畑からさらに2人の農民労働者を捕らえ、北ユカタンにあるハロウの研究所に連れ帰ったのと同じ頃、マーク・スペクターは自動車を運転中、現れたコンスの神官たちに車をクラッシュされ、ハロウとその被験者の一人、グレイルとピラミッドの幻影を見せられた。O.M.N.I.U.M.はグレイルがユカタンにいると突き止め、彼女を拉致するためにココと正体不明の共犯者を送った。彼らはナイフを突きつけて彼女をバンに押し込んだが、その場に駆け付けたスペクターがすぐにムーンナイトに変身して彼女を救出した。最初、グレイルはスペクター/ムーンナイトに無愛想だったが、傷のある醜い男について尋ねると、2人ともハロウを探していることを理解し、自分の過去を話した。
一方ハロウは、テーブルに拘束した被験者たちの体に電極を挿入し、彼らの前腕を切り、経皮刺激を用いて労働者の身体を完全に脱感作していた。ハロウは自分の目標を達成し、そのプロセスを化学式に変えることで、ワイヤーや電極が不要になると考えた。だがハロウは、O.M.N.I.U.M.からグレイルが逃れたこと、そしてハロウの研究室も危険にさらされ、O.M.N.I.U.M.の存在を確実に秘匿するため、午後10時過ぎに彼とすべての暗号化された文書を回収するロボット飛行機を送ることを確認する通信を受け取った。ハロウはO.M.N.I.U.M.が金とアウシュビッツの文書を持っている以上、従わざるを得ないことはわかっていたが、ひとたび治療が完了すれば、もはや口出しはしないと誓った。
スペクターとグレイルが彼の研究室を見つけ、それに気付いたハロウがジャガーを2人に放った。ジャガーを退治したスペクターたちが研究室に降りて来ると、ハロウは6人の臣下に2人を取り囲み、殺すように命じて自らはヘリコプターで逃走。ハロウは焼夷弾を投下してグレイルを巻き込み、追撃してきたスペクターに彼女の救出に専念させることでその場からの離脱に成功。
O.M.N.I.U.M.の背後にいる謎の男に迎えられたハロウは、パラグアイのアスンシオンにある新しい研究所で実験を続けることを確約された。

## 才能と能力
アーサー・ハロウは天才的な外科医であり、科学者でもあった。

## MCU版
『マーベル・シネマティック・ユニバース』（MCU）の『ムーンナイト』では、イーサン・ホークが演じた。日本語吹替は咲野俊介が担当。

### キャラクター像
古代エジプトに伝わる死者を食らう女神アメミットを信奉するカルト集団を率いる説教師。具体的な経緯は言及されきっていないが、過去にはコンスのアバターとして彼に命じられるままに悪党を制裁していた。だが自分を忠実な手駒として扱う偽善的なコンスと決別し、やがて悪事が起こるまえにその根源を絶やすアメミットを信奉するようになると、コンスに仕えた過去への贖罪として、水を飲み干した後のガラスのコップを砕いて、その破片を詰めたサンダルを履くという自分自身への苦行を何時も課すようになった。そして現在において、ロンドン市内の一角で慈善事業を行いながら自身の信奉者を増やし、すべての悪の浄化を目論むアメミットの復活のための準備を着々と進めてきた。
なだめるような口調と振る舞いで多くの信奉者から尊敬と献身を集め、コンスのアバターという同じ問題を抱えるマーク・スペクター/ムーンナイトにも共感を見せる慈悲深さや、スティーヴン・グラントに彼と同様のヴィーガンであると称して、レンズ豆のスープを自らご馳走する親しみやすさも感じ取れる中年男性だが、アメミットのスカラベを持つスティーヴンを捕まえようとした際や、アメミットの墓の発掘の完遂が近づきつつある際には信奉者らへ檄を飛ばしたり、レイラ・エル＝フーリーに「目を覚ませ！」と叫ぶ姿も見せ、潜在的な悪が存在しない世界の創造という思想を掲げつつも、コンスのアバターだった頃に悪党の制裁を楽しんでいたと告げたり、後述の“天秤の裁定”で悪人と示された人物や自身の目論見に反対する敵対者の命を躊躇いなく奪うほか、博物館でスティーヴンに「スカラベを渡さなければ八つ裂きにする」と館内放送で警告するなど、善良とは言えない凶暴性も秘めた人物である。
そして、機が熟したとしてアメミットの復活のための活動に信奉者らと乗り出し、その最中に接触したスティーヴン及びマークやレイラと敵対する。

### 能力
英語のほかにも北京語を話す言語力、説教師として多くの信奉者に支持されるだけでなく、“エネアド”に属する神々すらも説き伏せるほどのカリスマ性や人心掌握術も発揮し、過去にコンスのアバターとして活動していたこともあって近接戦闘能力に関しても確かなものを持つ。
アメミットのアバターとなった際には、“アメミットの杖”の力もあってマーク及びスティーヴンや、タウエレトのアバターとなったレイラ/スカーレット・スカラベとも激しい格闘戦を繰り広げるほどの実力を見せた。

### アイテム
アメミットの杖（Staff of Ammit）
ハロウが常時携行・愛用している遺物であり、彼曰く「アメミットの力の一端が宿っている杖」。具体的な入手経路は描写されていない。アメミットの力の一端を行使する際には、一対のワニの頭の形に象られている持ち手が紫色に妖しく光る。
これを両腕の間に下げられた人物は、アメミットが善悪を見分ける“天秤の裁定”にかけられ、右前腕の内側にワニのような頭が描かれた黒い天秤のタトゥーが浮かび上がり、タトゥーが緑色に変色すると善人と認められるが、悪人と見なされるとタトゥーが赤に変色してミイラのように変貌しつつ命を奪われてしまう。また、裁定にかけた人物の心と記憶を読むこともできる様子である。
このほかにも、地面を突いてコプト語で呪文を唱えると、紫色に光って溶け落ちた地面からのジャッカル召喚や、別の呪文を唱えて杖本体から放つ衝撃波放出もでき、ハロウがアメミットの“ウシャブティ”を手に入れると、持ち手の片側が斧のような小さな刃へ変化して、半径10m内に存在する任意の人物に天秤の裁定をかけられるようになったほか、この力を他者へ付与する呪文、ギザの大ピラミッドの外壁の展開も可能となった。
ハロウはこの杖を多くの場面で駆使し、マーク/ムーンナイトとの決戦でも相手を追い詰めたが、身体の主導権を一時的に取り上げて表出したジェイク・ロックリーに奪われて形成逆転負けしている。
このほかにも、マークに致命傷を負わされた信奉者の一人が携えていたウェブリー Mk VI リボルバーを抜き取って、マークを一時射殺している。

### 描写
『ムーンナイト』
第1話
アルプスの麓の村で、天秤の裁定による判決式を村人の壮年男性と老婆に行い、前者は善人、後者は将来悪事を働くと運命にあるとして生命を奪うと、その場に逃げ込んでいたスティーヴンにスカラベを返すよう迫るが、困惑する彼に抵抗された挙句に複数の信奉者を倒されて逃走を許した。
それから3日が経つと、通勤中のスティーヴンが目にした車窓の向こうに姿を見せつけた後に彼の職場の博物館に信奉者らと共に現れ、スティーヴンに再びスカラベを返すよう要求しつつ、自身らが崇めるアメミットに関して話すとスティーヴンに裁定を行い、「混沌を抱えている」と見做して彼を見逃すが、同日の夜にはジャッカルを1体召喚し、仕事を終えたスティーヴンを襲撃させた。しかし表に出たマークにジャッカルを倒されて、スカラベの奪取は失敗に終わった。
第2話
スカラベの奪取に失敗した次の日の夜に、ボビーとビリーにスティーヴンを自身らの拠点に連れて来させ、彼を再度懐柔させてスカラベを奪取するために、友好的に接しながら自身らの目的や、かつて自分をアバターとしていたコンスの正義よりもアメミットの理念こそ悪の根絶に必要であると伝えるが、スティーヴンには賛同されず、そこに駆けつけたレイラがスカラベを持っていると知ると、痺れを切らして2体目のジャッカルを召喚。スティーヴンたちに襲い掛からせた結果、2体目のジャッカルも倒されたが、表に出たマークが落としたスカラベを拾った人物に“裁定”を行って生命を奪いつつ、スカラベの奪取を果たした。
第3話
一味総出でエジプトに到着し、スカラベが示すアメミットの墓に辿り着くと、マークがカイロに来たことを知らされ、エネアドの会合に呼び出された。そこでの審問において自分をアメミット復活を目論む悪党であるというマーク（の身体に意識を移したコンス）の訴えに対し、自分は観光に来ただけで、コンスの方がエネアドの法廷を悪用しようとしていると説き、さらにはコンスとそのマークの人格の異常性へと話題を言葉巧みにすり替えて彼らを陥れ、審問をそのまま閉会するように水を向けることに成功し、立ち去った。同日の夜には、モガート邸で一触即発寸前になりかけていたマークやレイラとアントン・モガートらの間に割り込み、レイラたちにはマークが隠し事をしていると示唆し、浮かび上がるスカラベと杖の衝撃波でセンフーの石棺を破壊する瞬間を見せてモガートらをマークたちと争うよう焚き付け、コンスが星座を操作したことでエネアドに封印された際には、セリムに再び呼び出されて、コンスのウシャブティを前に彼へ勝ち誇った。
第4話
アメミットの墓に一味総出で侵入し、複数の信奉者らがヘカの司祭の犠牲になる中、自分らを追って墓に侵入してきたレイラにエジプトの神々が実在するという学説と、スティーヴンへの裁定を行った際にマークの“天秤”から読み取った彼女の父親が殺害された時の状況、同時にその一件にマークが関わっていたことを打ち明けた。そして、アレキサンダー大王の棺が置かれた広間でマークと対峙し、アメミットのウシャブティを持つ彼がアバターでなくなったことを察すると、ウシャブティを渡すように迫り、抵抗されるとマークの心臓を銃で撃ち抜いた。
第6話
息絶えたマークが隠していたアメミットのウシャブティを手にすると、代わりにスカラベをマークの胸に置き、ウシャブティを掲げて変化したアメミットの杖を携えてボビーらと墓を離れた。その道中で遭遇した検問中のパトロール隊員たちに裁定を行い、ギザの大ピラミッド内を再訪して議場に突入。神々が人類に隠してきたものを見せようと公言し、その企みの阻止に立ちはだかったエネアドのアバターたちを容易く全滅させ、その場でウシャブティを壊した。復活したアメミットに信奉者らと揃ってひざまずき、「お前の天秤が釣り合っていない、その原因は未来にある」と見抜かれると、かつてコンスのアバターとしての活動を楽しんでいたことへの罪を償うことで天秤の釣り合いを取ろうとしたが駄目だったと懺悔し、どんな裁きも受け入れることと天秤が釣り合っている自分の信奉者を新たなアバターを選ぶようアメミットへ進言した。しかしお前の死を延期するので自分に仕えよと認めたアメミットのアバターとなった。
アメミットがカイロの人々の魂の浄化とその次の全世界への侵攻を宣言すると、解放されたコンスが立ちはだかり、コンスを解放した侵入者の存在を察してタウエレトの叫びを耳にすると議場を破壊。コンスが一旦姿を消すと、ギザの大ピラミッドの頂上で杖を振りかざしてボビーらに裁定の力を与え、信奉者らに裁かれた多くの魂をアメミットに喰らわせた。そこに復活して駆け付けたマークとの一騎討ちとなり、空中戦の末に落下したカイロ市内に戦地が移ると、信奉者らと共に決戦に突入し、交互に入れ替わりながら各々の戦法で挑んでくるマークとスティーヴンや、スカーレット・スカラベとなってマークたちに加勢したレイラと激しい戦いを繰り広げた結果、マークを追い詰めて「ランドールはお前がいなければ死ななかった」と罵って勝ち誇りながら彼にとどめを誘うとすると、表に現れたジェイクの反撃を受けて周囲の信奉者諸共倒されてしまい気絶した。そこから、マークとレイラによって自らの身体にアメミットを封印されるが、コンスの制裁を加えろという指示にマークが逆らったことで、この時は生命を奪われずに終わった。
その戦いから数日後、コップに入ったコーヒーを砂と勘違いするほど精神に異常をきたし、車椅子に座った状態でシェンキェヴィチ精神病院に入院していたが、来院したジェイクに連れ出されて乗せ込まれたリムジンの車内でコンスと再会すると、彼が紹介したジェイクに銃口を向けられ、命乞いをしようとした途端に撃たれて死亡する。

### ドクター・アーサー・ハロウ（Doctor Arthur Harrow）
登場作品 - 『ムーンナイト』第4〜6話
マークのトラウマなどによって構築された“パットナム精神病院”（“ドゥアト”）内に登場した精神科医。現実のハロウと瓜二つだが、知性を感じる服装と整った口髭、顔にかけた眼鏡が特徴で、ドゥアトに彷徨い込んだマークの主治医として、彼の記憶がすべて嘘だと誘導するような話し方をする一方で、映画『トゥーム・バスター』が好きであると述懐するなど、掴みどころがない紳士である。
自身のカウセリングルームに案内されたマークに対して、彼がパットナム精神病院に入院中の患者だと伝え、スーパーヒーローであるマークはすべて彼の妄想で、現実と頭の中の出来事の区別がついてないとマークに語り、彼を助ける主治医として質問しようとすると逃げ出された。しかし、トラウマの原因の追体験の途中でマークが突然戻ると質問を再会し、彼が暴れ始めるとボビー&ビリーを呼び出して、マークに鎮静剤を注射させた。
後に再び現れたマークをなだめ、今度はマークとスティーヴンどちらが主人格でどちらが副人格であるかを知るためにスティーヴンへ心を開かねばならないとマークへ助言し、スティーヴンが目の前にやってくると、彼の母親の死を口にし、それを激怒しながら否定するスティーヴンに母親が既に亡くなっていたことを自覚させた。
復活してハロウやアメミットとの決戦を制した直後のマーク及びスティーヴンの夢の中にも彼らの目の前に現れ、自分はコンスやアメミットが現実だとは思わず、2人に「治療を続けないと」と声をかけるが、既に自らの現実を選択しようと決意していた彼らに、血に染まっていた足跡を見られたことで、「先生こそ現状を把握できていない」と指摘されて狼狽え、別れを告げられる。